# Macastre
Macastre es una localidad y un municipio de la Comunidad Valenciana, España. Está situado en la provincia de Valencia, en la comarca de la Hoya de Buñol. Cuenta con una población de 1475 habitantes (INE 2024). Se trata de un municipio castellanohablante, en el que el castellano cuenta con el predominio lingüístico reconocido legalmente.

## Toponimia
El topónimo Macastre es aparentemente de origen latino y provendría del término castra-castrorum ("campamento") antecedido de algún calificativo, quizás magna ("grande"). lo que daría el significado de "gran campamento", en referencia a algún asentamiento militar romano. En el Llibre del Repartiment de Valencia y otros documentos de la época aparece con las formas Machasta, Macasta o Amacasta.

## Geografía
El término de Macastre, de 37,7 km², está situado entre las cuencas del río Buñol y del río Magro. Limita con Alborache, Dos Aguas y Yátova.
|               | Norte: Alborache |                 |
| Oeste: Yátova |                  | Este: Alborache |
|               | Sur: Dos Aguas   |                 |

### Orografía
El relieve es relativamente abrupto y lo constituyen pequeñas elevaciones y lomas de materiales cretáceos integrados en el sistema ibérico. Es especialmente montañoso en el sector meridional, en el que se hallan los contrafuertes de las sierras del Ave o Dos Aguas, con elevaciones que rebasan los 450 m s. n. m., como el Alto de Don Pedro. En la mitad norte destaca el cerro del Castillo (430 m s. n. m.), a cuyo pie se extiende la población

### Urbanismo
El núcleo de Macastre tiene origen, al parecer, en el propio castillo, que se asienta posiblemente sobre una antigua fortaleza romana. La denominación de castra sive villas («fortaleza o bien población») que recibe Macastre en el Llibre del Repartiment de Valencia, que supone una equivalencia entre ambos términos, indica que Macastre sería en ese momento, al igual que Buñol y Montroy, una fortaleza-poblado. Así, el descenso de la población al pie de la fortaleza debió tener lugar después de la conquista cristiana. Este núcleo primitivo se encuentra en la ladera septentrional del cerro del Castillo, delimitado por la calle del Molino y la plaza de la iglesia al norte y la avenida del Bolot al este. Durante el siglo XIX y principios del XX el pueblo creció hacia el este, donde está la plaza de los Árboles (en la que se ubica el actual ayuntamiento); y hacia el norte, siguiendo la carretera de Buñol, que recibe varias denominaciones según el tramo; de sur a norte: avenida del Bolot, de Juan Sagreras, de la Hoya de Buñol y del País Valenciano. Ya en la década de 1960 Macastre creció hacia el oeste, formando las calles de Blasco Ibáñez y de la Paz. Así, el casco urbano actual posee una forma alargada y estrecha.

## Historia
Los testimonios más antiguos que se conocen de la ocupación por el hombre son algunos fragmentos de cerámica ibérica aparecidos bajo las construcciones medievales del castillo.De época romano-republicana es un as sextantario, del año 268 a. C., encontrado en el barranco de Caerna.Ya de plena romanización son los restos de una posible villa rústica en la Serratilla, en la que, entre restos de tégulas y de vasos comunes, se halló una moneda del emperador Adriano, de los años 117-139 d. C.

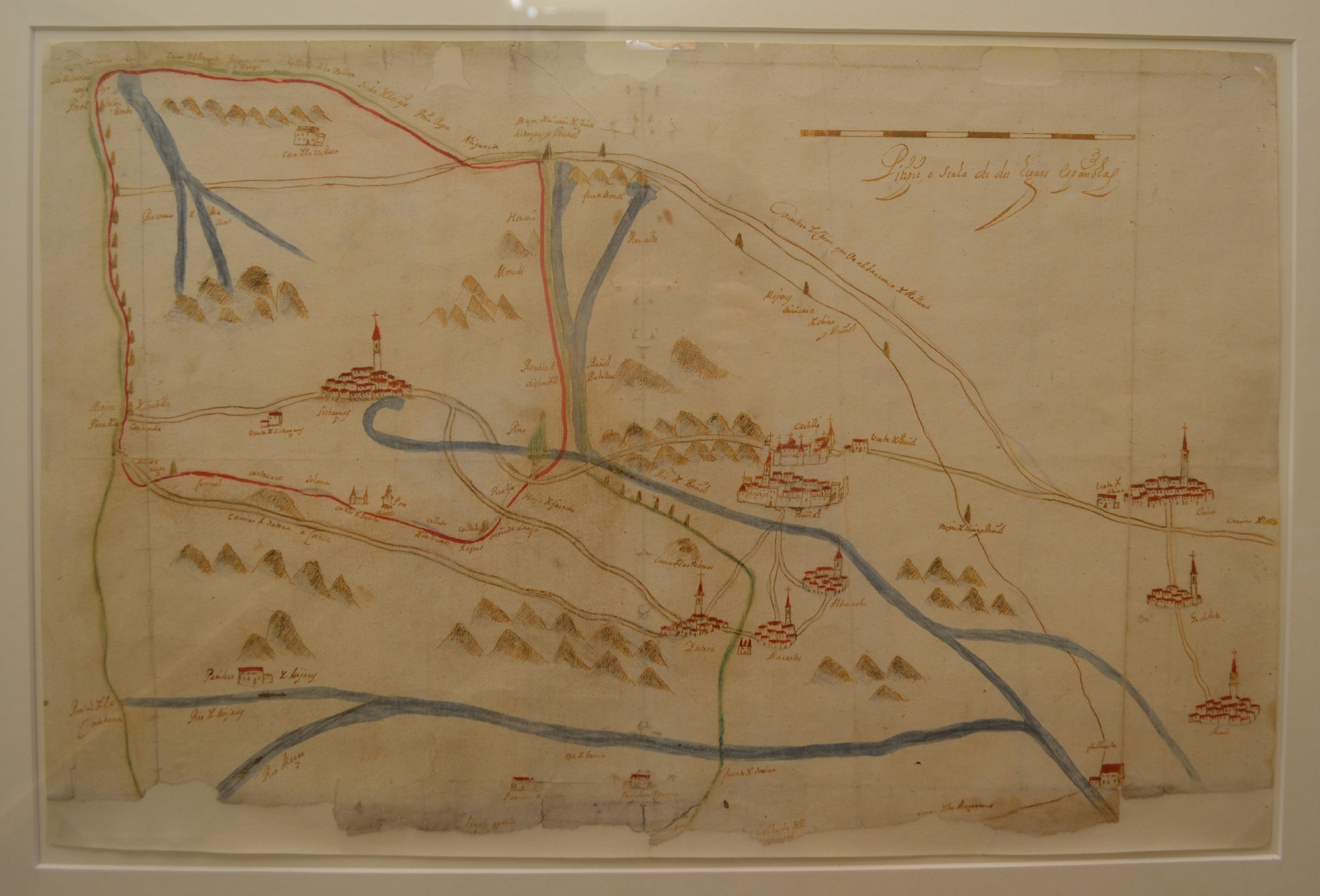
Mapa de los términos municipales de Siete Aguas. Buñol, Chiva y Macastre (1721)

En 1122, el rey Alfonso I de Aragón cobraba parias a los almorávides de Macastre. Tras la conquista de Jaime I, el territorio, como toda la Hoya de Buñol, fue concedido en, 1238, a Rodrigo de Lizana, el cual lo traspasó tres años más tarde a la Orden del Hospital, en la persona de su Maestre Hugo de Folcalquier. Al parecer Macastre permaneció siendo musulmana en su totalidad, puesto que después de la conquista no hay repoblación cristiana alguna.
Al haber sido hecha tal donación sin consentimiento real, Jaime I volvió a asumir la propiedad y la donó en 1260 a Berenguela Fernández y al hijo de ambos, Pedro Fernández. Rodrigo de Lizana hizo gestiones para recuperar la jurisdicción y, aunque tardó varios años en conseguirlo, al fin el monarca le devolvió villa y castillo en 1276. Muerto el rey, Rodrigo volvió a ceder sus derechos a la Orden del Hospital, en 1279.
La población pasó por una gran cantidad de señores hasta que el compromiso de Caspe y la rebelión consiguiente del conde de Urgell dio motivo a que se le confiscaran todos sus bienes y señoríos, pasando de nuevo Macastre a la Corona en 1413. El nuevo rey, Fernando de Antequera, para premiar los servicios del castellano Álvaro de Ávila en la lucha contra el de Urgell, le otorgó todos los pueblos de la Hoya en 1415.
En 1602, contaba Macastre con un centenar de casas de moriscos. El 10 de noviembre de 1611 le fue otorgada carta puebla a la localidad, siendo repoblado por Hipólita Centelles, esposa y procuradora de Gaspar Mercader i Carroz, a quien Felipe II otorgó el título de conde de Buñol. En el Diccionario de Madoz (1845-1850) aparece la siguiente descripción de Macastre y su término:

MACASTRE: lugar con ayuntamiento de la provincia [...] de Valencia (6 leguas) [...] Situado en la ribera derecha del río Juanes, sobre la pendiente septentrional del monte del Castillo; le baten generalmente los vientos del este y oeste. [...] Tiene 175 casas, 20 calles y 3 plazas, casa de ayuntamiento y cárcel, escuela de niños a la que concurren 28 [...] y otra de niñas asistida por 57 [...]; iglesia parroquial (La Transfiguración del Señor) [...] y un cementerio hacia el oeste, a 400 pasos del pueblo. Los vecinos se surten de las aguas de 3 fuentes situadas a corta distancia. [...] En su radio se halla hacia el sur a la distancia de 1/2 legua el caserío titulado Casas del Río y algunas masías y corrales de encerrar ganado. El terreno es en parte montuoso y arcilloso, con unas 200 hanegadas de huerta que fertiliza el río Magro o Juanes, que cruza a 1/2 legua hacia el sur. Los caminos son locales en regular estado. Produce: toda clase de granos y legumbres, siendo el trigo y el aceite la principal; mantiene ganado lanar y cabrío, y hay caza de conejos y perdices. Industria: la agrícola. Población: 231 vecinos, 682 almas.
Diccionario de Madoz

## Demografía
Macastre cuenta con una población de 1475 habitantes (INE 2024).
| Gráfica de evolución demográfica de Macastre entre 1842 y 2021                                                      |
| |
| Población de derecho según los censos de población del INE Población de hecho según los censos de población del INE |

En 1600 Macastre tenía unos 260 habitantes moriscos, y tras su expulsión fue repoblado en 1611; hasta principios del siglo XVIII no recuperó el número de habitantes. En 1714 contaba con 252 habitantes, creciendo luego a 660 en 1787 y 805 en 1877. Posteriormente la población se estancó e incluso se redujo por efecto de la emigración, aunque desde la década de 2000 se ha estabilizado en torno a los 1000 habitantes. A 1 de enero de 2016 la población de Macastre ascendía a 1237 habitantes. En el año 2024, Macastre cuenta con un total de 1475 habitantes.

## Economía
La agricultura, tradicional motor económico, ocupa, desde el año 2022, el 6 % de la población activa. La superficie cultivada asciende a 2543 ha, principalmente de secano: predominan el algarrobo (340 ha), el olivo (202 ha) y el almendro (155 ha). El regadío de la huerta ocupa 102 ha y se sirve del azud del Partidor sobre el río Juanes, del que deriva la acequia de Macastre, que vierte sus aguas en la balsa del Molino (antiguo molino del Tío José). Desde 1955 funciona la Cooperativa Agrícola Santa Bárbara, que comercializa algarroba y almendra y elabora aceite.
Casi la mitad de la población se ocupa en el sector servicios y el comercio, existiendo en la actualidad infraestructura turística con algunas casas rurales y apartamentos. El resto de la población se ocupa en la industria y, especialmente, en la construcción.

## Comunicaciones

### Por carretera
El término de Macastre está cruzado en dirección NS por la CV-425 que une la A-3 a la altura de Buñol con la N-330 en las cercanías de Cofrentes. Al norte del casco urbano, nace de esta vía la CV-429 que, atravesando Yátova, se une a la N-330 a la altura de La Portera (Requena). Asimismo, al sur del término nace, también de la CV-425, el ramal CV-4282 en dirección a Cortes de Pallás.

### En autobús
Las siguientes líneas de MetroBus Valencia prestan servicio al municipio.
| Línea | Recorrido                                             | Operador        |
| ----- | ----------------------------------------------------- | --------------- |
| 432A  | Yátova - Turís - Hospital de Manises (por Cheste)     | Autocares Buñol |
| 432B  | Yátova - Turís - Hospital de Manises (por Loriguilla) | Autocares Buñol |
| 435A  | Yátova - València                                     | Autocares Buñol |
| 435B  | Yátova - València (por Cheste)                        | Autocares Buñol |
| 435C  | Yátova - València (por Cheste y urbanización Olimar)  | Autocares Buñol |
| 437   | Cortes de Pallás - Buñol                              | Autocares Buñol |

## Administración y política

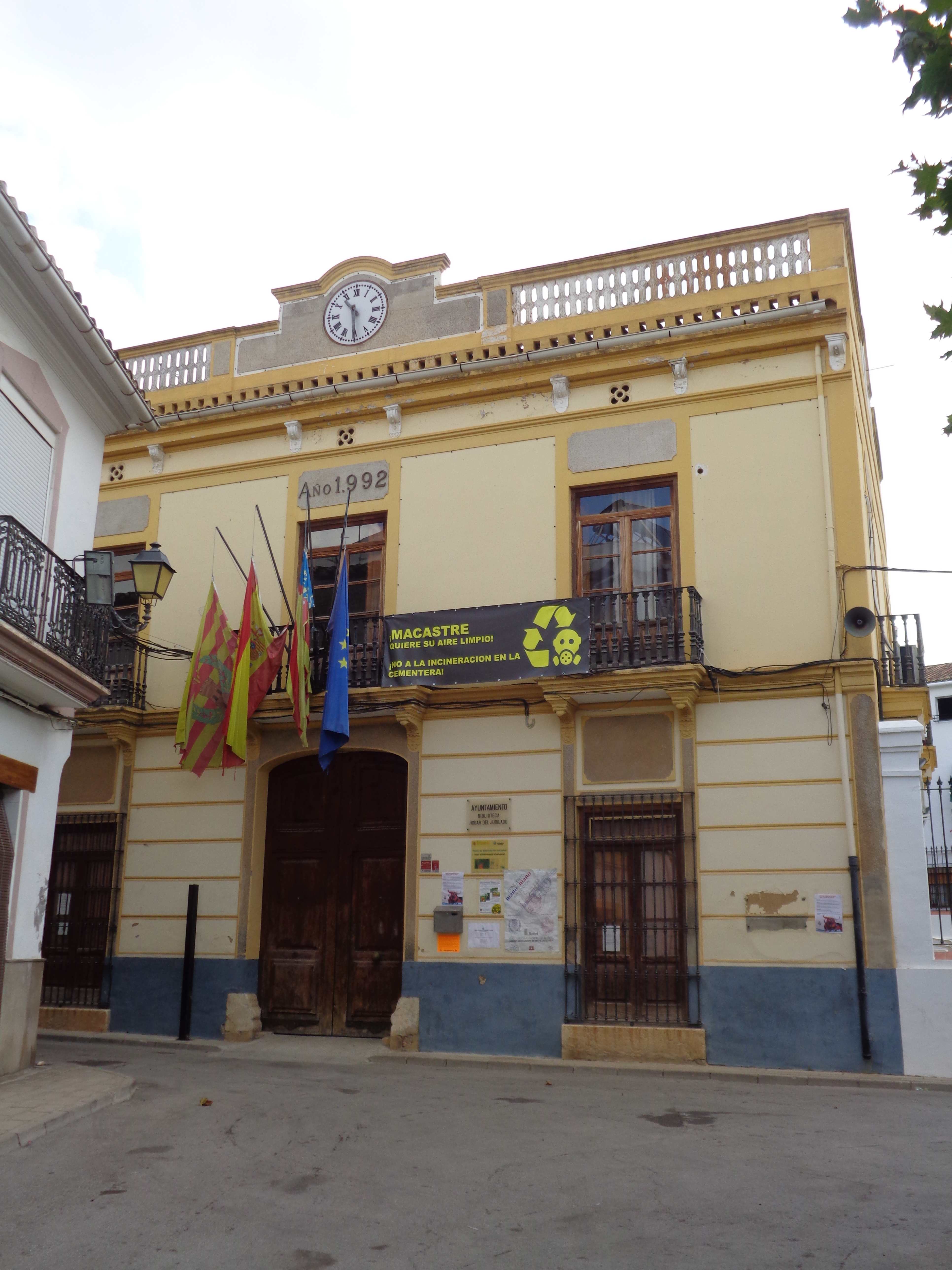
Ayuntamiento de Macastre

Macastre está gobernada por una corporación local formada por concejales elegidos cada cuatro años por sufragio universal que a su vez eligen un alcalde. El censo electoral está compuesto por todos los residentes empadronados en Macastre mayores de 18 años y nacionales de España y de los otros países miembros de la Unión Europea. Según lo dispuesto en la Ley del Régimen Electoral General, que establece el número de concejales elegibles en función de la población del municipio, la corporación municipal de Macastre está formada por 9 concejales. El Ayuntamiento de Macastre está actualmente presidido por el PP y consta de 6 concejales de este partido, 2 del PSPV-PSOE y 1 de Ciudadanos.
| Periodo   | Nombre                        | Partido   |
| --------- | ----------------------------- | --------- |
| 1979-1983 | Vicente Romero Domingo        | PSPV-PSOE |
| 1983-1987 | Vicente Romero Domingo        | PSPV-PSOE |
| 1987-1991 | Vicente Romero Domingo        | PSPV-PSOE |
| 1991-1995 | Vicente Romero Domingo        | PSPV-PSOE |
| 1995-1999 | Vicente Romero Domingo        | PSPV-PSOE |
| 1999-2003 | Josefina Malea Martínez       | PP        |
| 2003-2007 | José Vicente Sáez Miralles    | PSPV-PSOE |
| 2007-2011 | José Vicente Sáez Miralles    | PSPV-PSOE |
| 2011-2015 | María José Casero Malea       | PP        |
| 2015-2019 | María José Casero Malea       | PP        |
| 2019-2023 | Vicente Manuel Monto Miralles | PP        |
| 2023-act. | Vicente Manuel Monto Miralles | PP        |

## Patrimonio
- Castillo de Macastre: se alza sobre la cima de una pequeña colina que domina la población, a 360 m s. n. m.[16] Fue construido en época musulmana, hacia el siglo XI,[17] sobre restos anteriores que son de origen romano y pueden remontarse hasta la Edad del Bronce.[16] El núcleo principal es claramente musulmán, aunque los posteriores conquistadores cristianos configuraron la imagen definitiva del castillo. En la actualidad todavía conserva restos de sus murallas y de sus torres, entre las que destaca la del extremo oeste (la Torre mayor), de mayor dimensión y mejor conservada.[16] Está declarado bien de interés cultural desde 1949.[5]
- Iglesia parroquial de la Transfiguración del Salvador: el edificio actual se construyó entre los siglos XVII y XVIII y presenta fachada neoclásica.[18] Anteriormente había dependido de la parroquia de Siete Aguas hasta 1574, teniendo por titular a Santa Bárbara. Está declarada bien de relevancia local.[19]

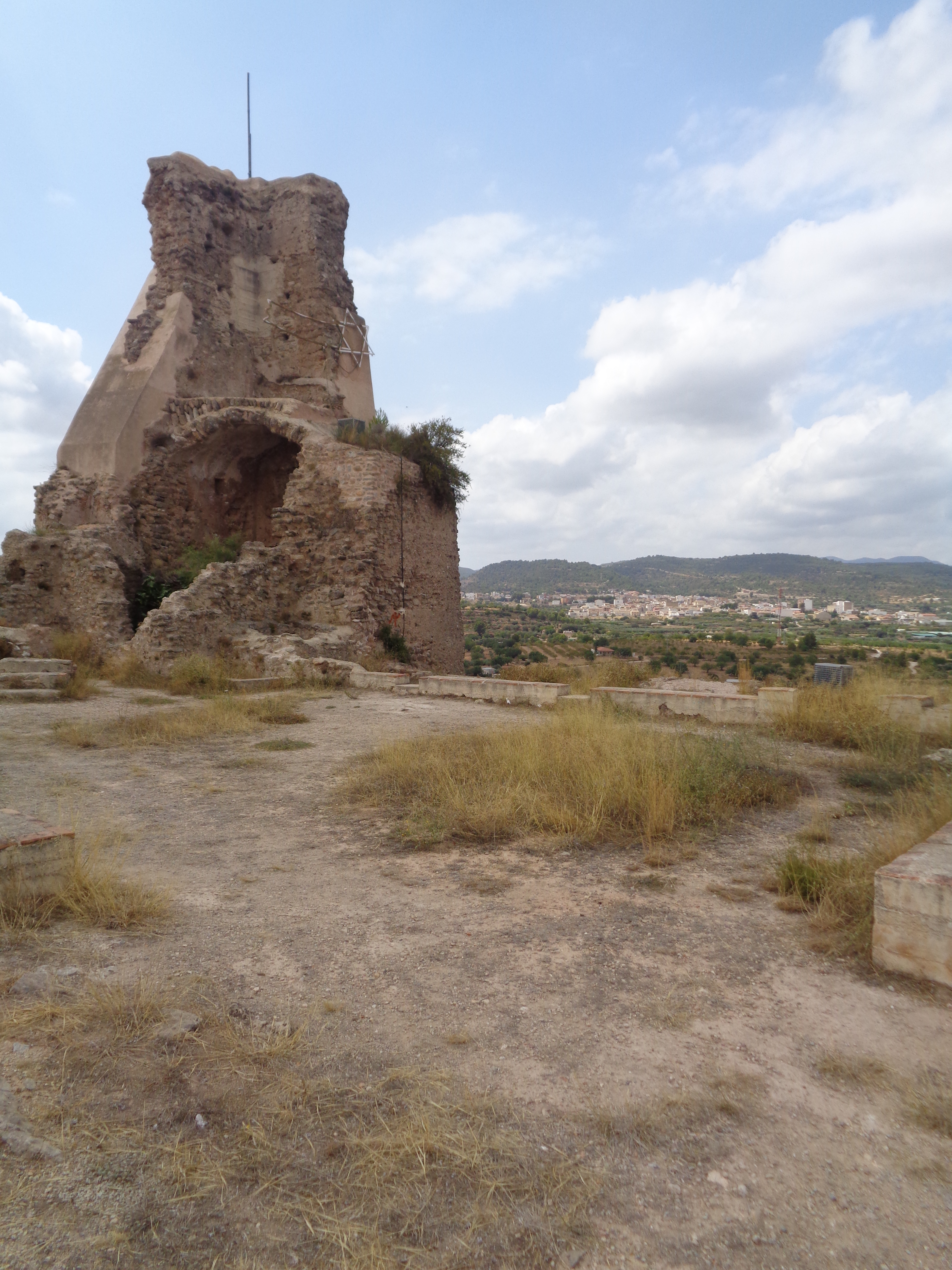
Castillo
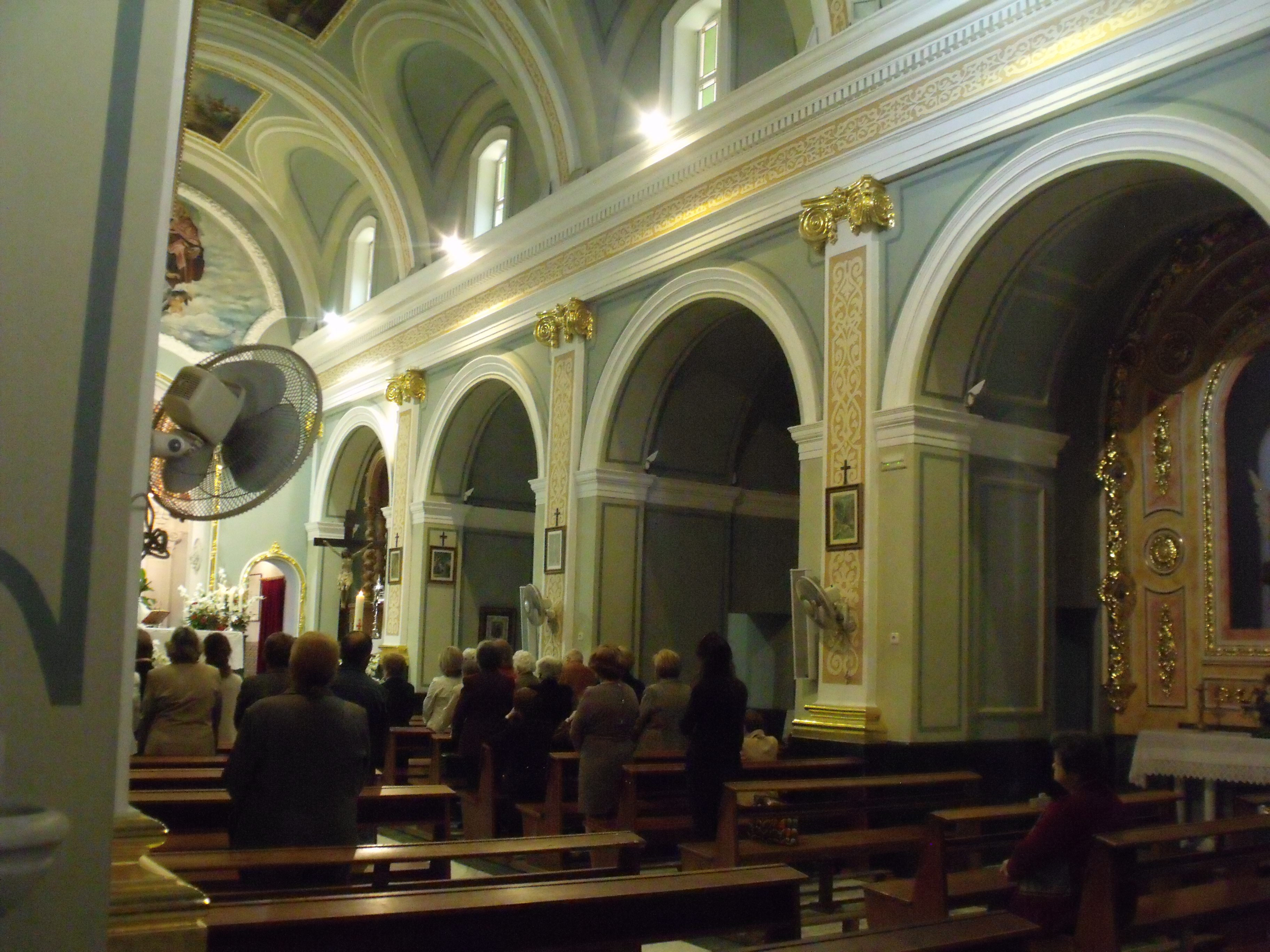
Iglesia parroquial de la Transfiguración del Salvador
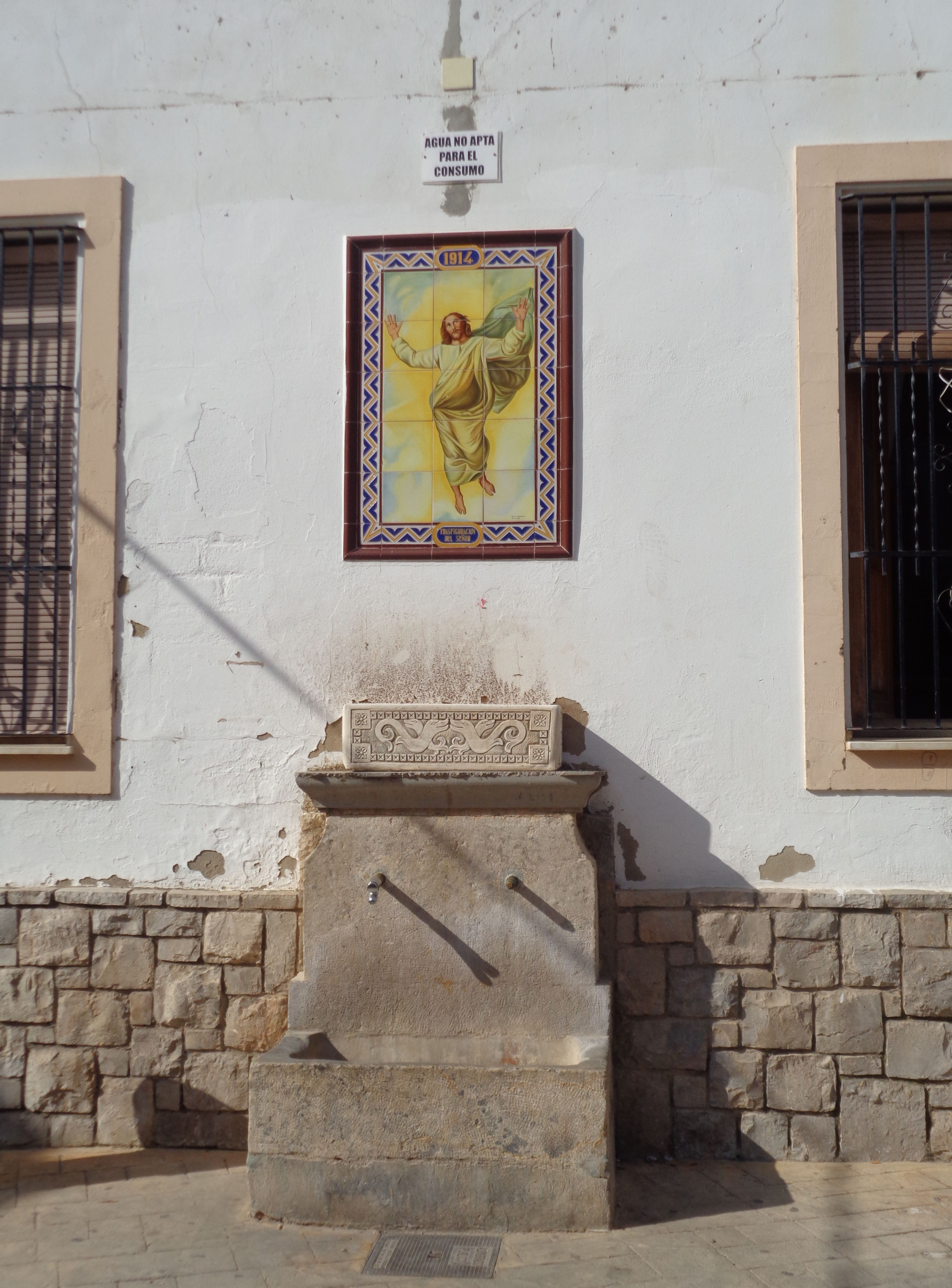
Fuente de la iglesia
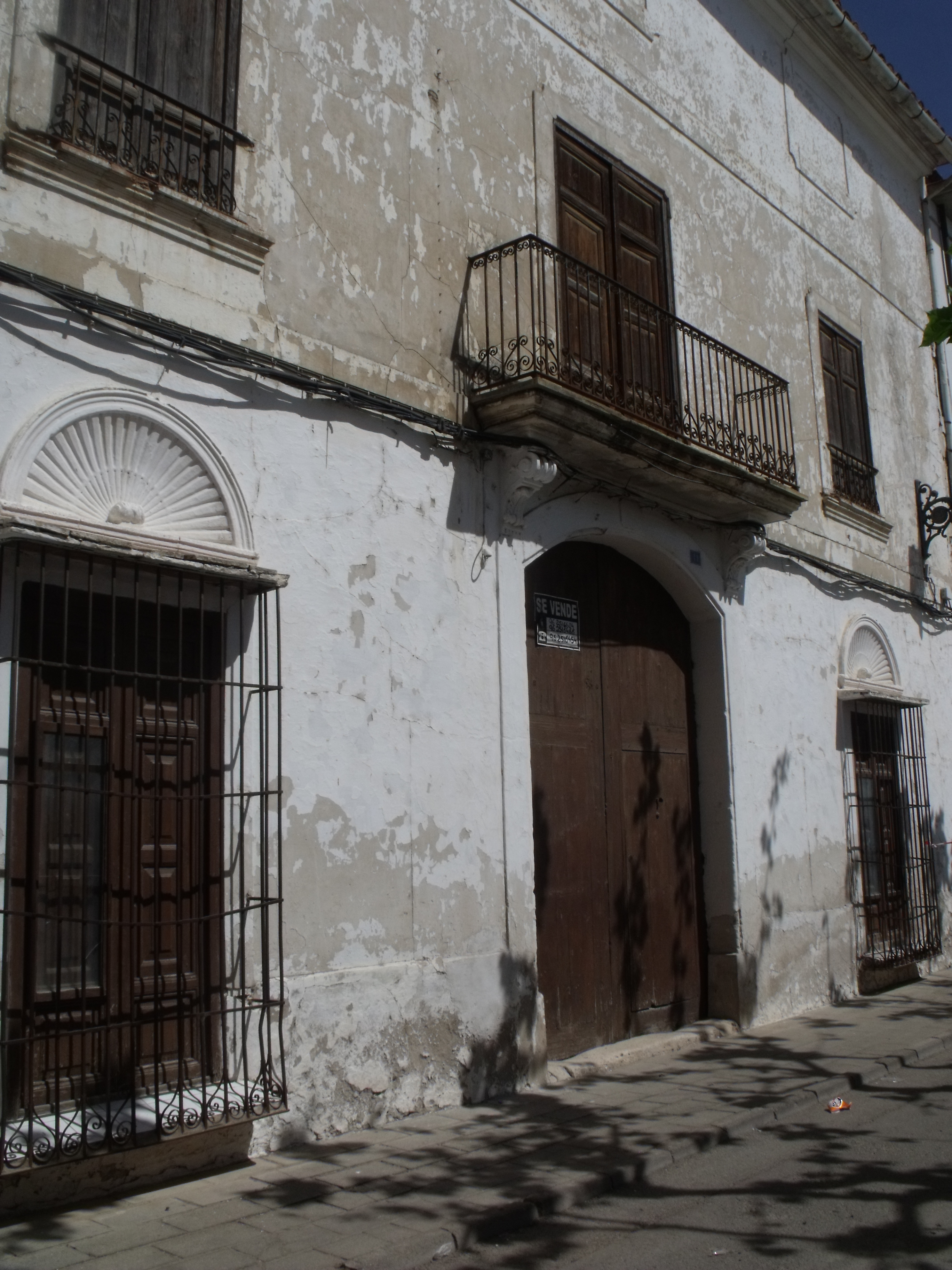
Plaza de los Árboles, 11
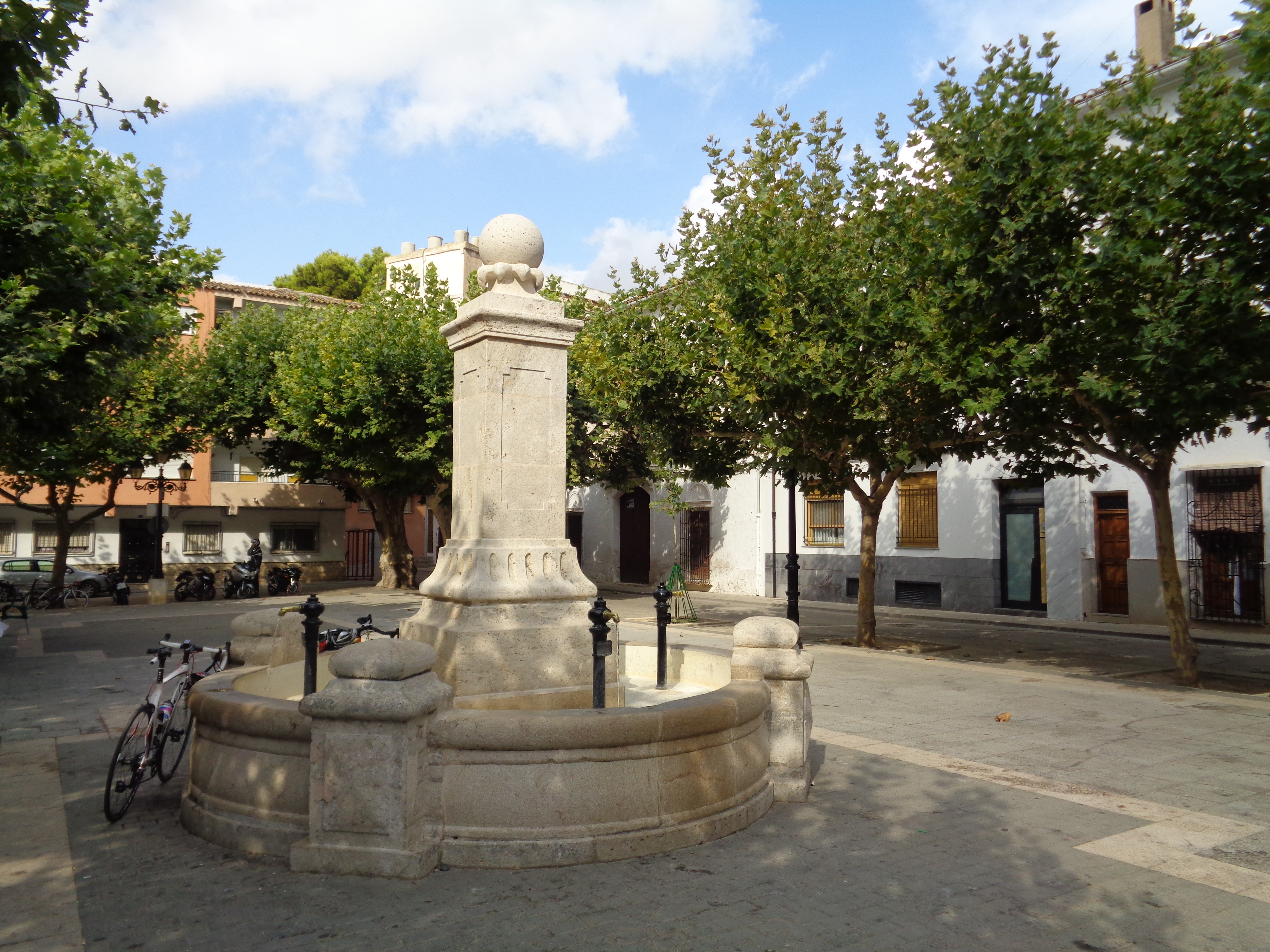
Fuente de la plaza de los Árboles
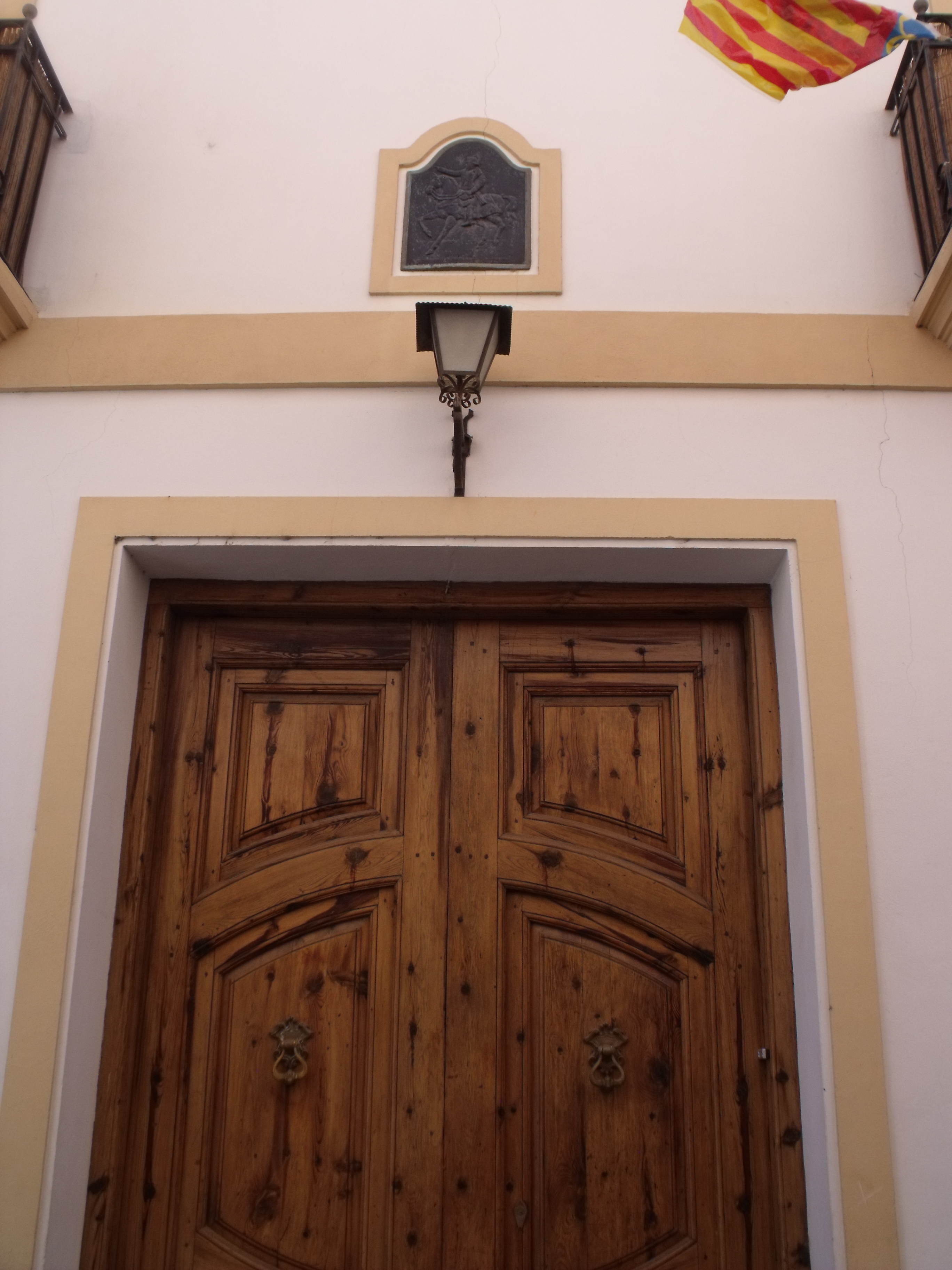
Casa señorial del siglo XVII
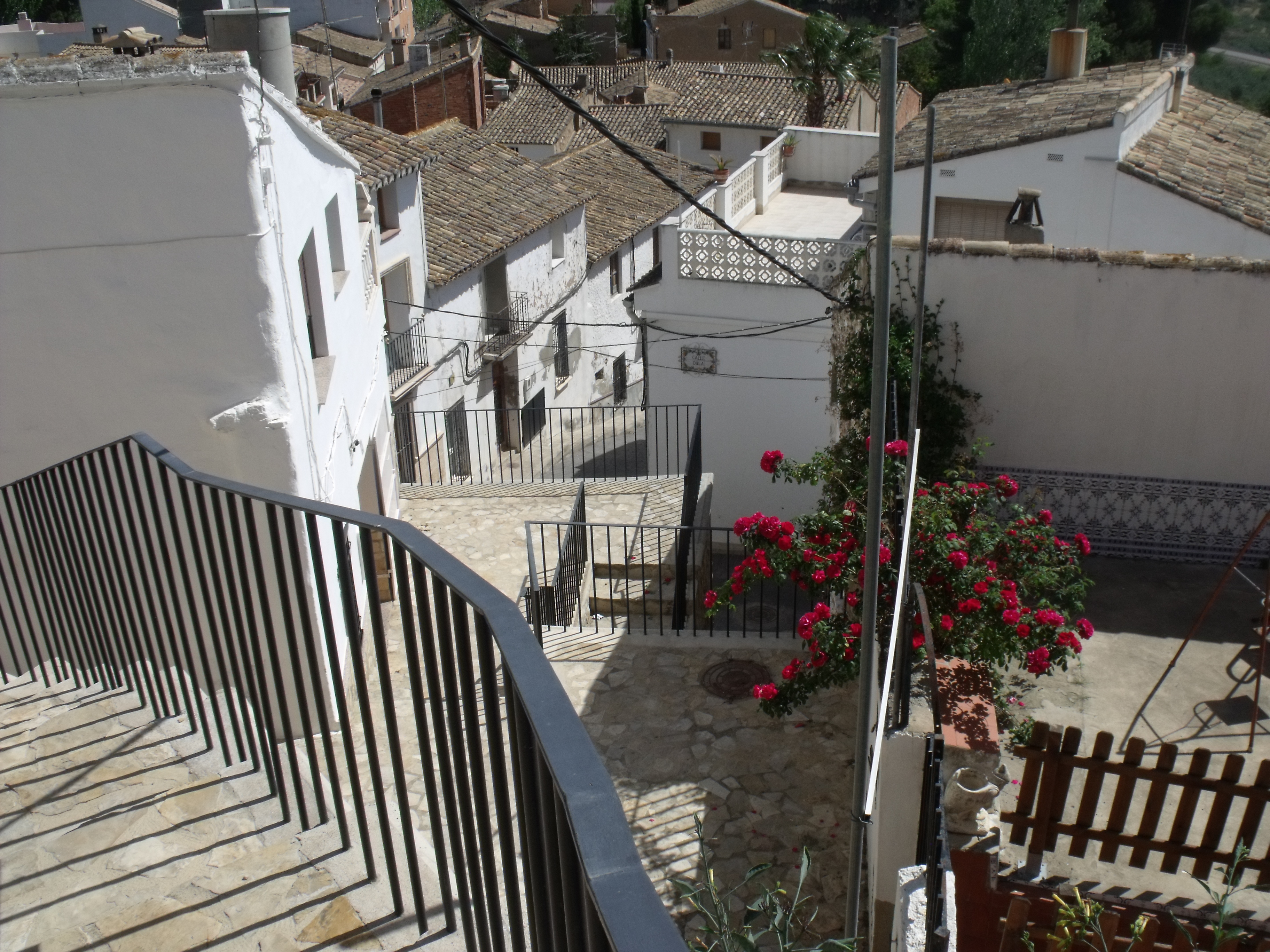
Parte alta de la población

## Cultura

### Fiestas

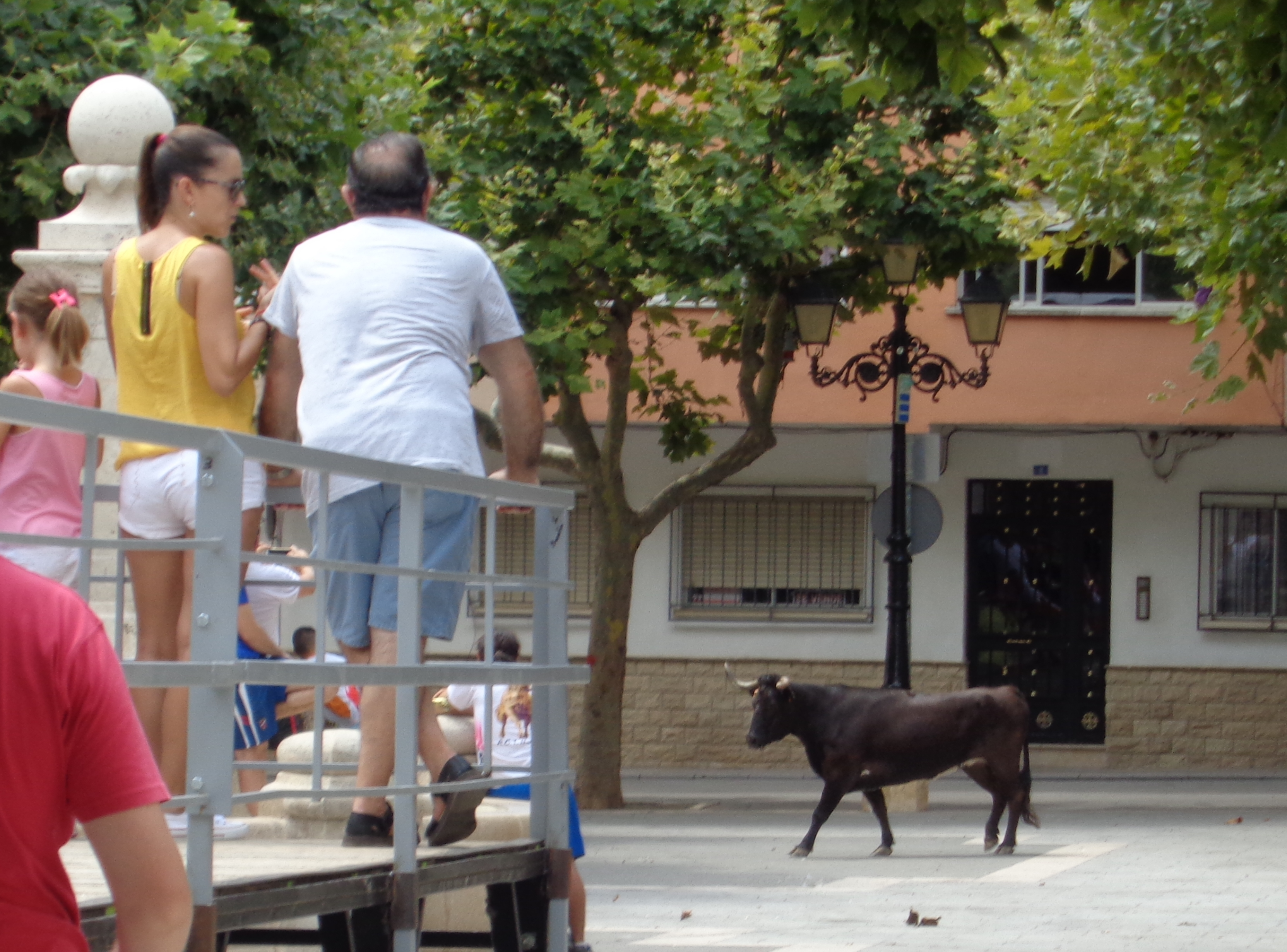
Vaquilla en la plaza de los Árboles durante la Semana taurina

- San Antonio Abad: se celebran el primer fin de semana del mes de febrero. Comienza el sábado por la tarde, cuando se da fuego a la hoguera acompañada por una charanga popular, la matanza del cerdo y una exhibición de elaboración de embutido, exposición fotográfica y de aperos y utensilios sobre la matanza. Las fiestas continúan el domingo con la tradicional bendición de animales.[20]
- Fallas: festividad en honor a San José que se celebra el fin de semana previo a San Vicente. Comienzan el viernes con la plantà, continúan la tarde del sábado con la cabalgata de disfraces y por la noche con una verbena. El domingo, el día grande, empieza con el almuerzo y la despertà, y a mediodía la mascletá junto a la comida de hermandad. Por la tarde, la ofrenda de flores y los buñuelos con chocolate. La fiesta culmina, por la noche, con la cremá de los monumentos artísticos.[20]
- Fiestas patronales: Se llevan a cabo durante la primera quincena de agosto, dedicadas a los patrones de Macastre, San Salvador y Santa Bárbara.[3] Las fiestas comienzan con el concurso de paellas en la plaza de los Árboles y durante toda la semana se realizan exposiciones de diversos tipos y exhibiciones así como la actuación de orquestas, campeonatos de fútbol sala, juegos de mesa, verbenas, un festival de bandas de música, etc.[20]
- Semana taurina: durante la semana que sigue a las fiestas patronales, se celebran, en la plaza de los toros, festejos taurinos organizados por la Peña Taurina. Comienzan con el toro de cuerda por las calles de la localidad y destaca la suelta de vaquillas y los concursos de ganaderías.[20]
- Fiestas de las Clavarias «Hijas de María»: se realizan el primer fin de semana de septiembre. En ellas, además de los actos religiosos en honor a la Virgen, se realizan verbenas, cabalgatas, ofrendas de flores, mascletás, castillos de fuegos artificiales y espectáculos de variedades.[20]Albá tradicional de Macastre, cantada por Josefa Sierra "Pepica la Castañera", y recopilada por Fermín Pardo

## Caso Macastre
En 1989 apareció en una casita de labranza a las afueras de la localidad el cuerpo de Rosario Gayete Muedra, de 15 años. A cien metros de distancia, en el terreno próximo a la caseta, se encontró, 79 días después del primer hallazgo, el cadáver de Francisco Valeriano Flores, de 14 años. Ambos eran pareja y habían ido a pasar el fin de semana a Catadau con una amiga, Pilar Ruíz Barriga (15 años). Misteriosamente esta persona apareció muerta en la localidad cercana de Turís. Nunca hubo una explicación oficial a este triple crimen. Este caso se llegó a relacionar con el Caso Alcàsser debido a la gran cantidad de similitudes que presentaban.